# Ряд Пюїзо
Ряд Пюїзо́ або дробово-степеневий ряд — узагальнення поняття степеневий ряд, у якому використовуються не тільки цілі, а й дробові (раціональні) показники; допускаються також від'ємні показники. Названо на честь Віктора Пюїзо.
Ряди Пюїзо знаходять застосування в різних розділах математики, зокрема, при дослідженні алгебричних рівнянь, алгебричних кривих і поверхонь, а також у теорії диференціальних рівнянь.
Ряд Пюїзо з однією змінною — це формальний алгебричний вираз вигляду:
{\displaystyle F(X)=\sum _{n=n_{0}}^{+\infty }a_{n}X^{n/m},}
де {\displaystyle n_{0}} — ціле число, {\displaystyle m} — натуральне число (при {\displaystyle m=1} виходить звичайний степеневий ряд), коефіцієнти {\displaystyle {a_{n}}} беруться з деякого кільця {\displaystyle {R}}.

## Історія
Дробово-степеневі ряди вперше використав Ньютон (у листі до Ольденбурга 1676 року) і після цього, 1850 року, перевідкрив Пюїзо. Пюїзо використовував дробово-степеневі ряди для дослідження багатозначних алгебричних функцій поблизу точок розгалуження і вперше розглянув питання про їх збіжність. Тому іноді їх називають рядами Ньютона — Пюїзо.